# Megateg ramboldi
Espèce
Megateg ramboldi est une espèce d'araignées aranéomorphes de la famille des Zoropsidae.

## Distribution
Cette espèce est endémique du Queensland en Australie. Elle se rencontre sur les monts Bellenden Ker et Bartle Frere.

## Description
La carapace du mâle holotype mesure 5,08 mm de long sur 4,20 mm de large, son abdomen mesure 4,04 mm de long sur 3,16 mm de large. La carapace de la femelle paratype mesure 5,84 mm de long sur 4,64 mm de large, son abdomen mesure 5,84 mm de long sur 4,44 mm de large.

## Étymologie
Cette espèce est nommée en l'honneur de Gerhard Rambold.

## Publication originale
- Raven & Stumkat, 2005 : Revisions of Australian ground-hunting spiders: II. Zoropsidae (Lycosoidea: Araneae). Memoirs of the Queensland Museum, vol. 50, p. 347-423 (texte intégral).